# Mary Baird
Pour les articles homonymes, voir Baird.
Mary « Mousie » Baird (22 mai 1907 - 25 juin 2009) est une infirmière et administratrice des services de santé d'Irlande du Nord. Elle est la première visiteuse de santé d'Irlande du Nord. 

## Jeunesse
Mary Frances Josephine Baird est née à Belfast le 22 mai 1907. Elle est la sixième des neuf enfants de Robert Baird, un agent de la Police royale irlandaise, et de son épouse Frances Harriet (née Hogan). Elle a quatre frères et quatre sœurs. Son père remporte un prix pour bravoure en 1911 alors qu'il est sergent par intérim à Derry, devenant commandant de poste à la Garda Síochána dans le comté de Cavan en 1924. La famille déménage avec lui et s'installe à Belfast au milieu des années 1920. 
Des membres de sa famille l'appelle « Maisie », puis « Mousie ». Quand elle quitte l'école, elle devient apprentie chez une modiste de Belfast, mais elle soigne de sa mère quand celle-ci est handicapée par l'arthrite. C'est alors qu'elle décide de suivre une formation d'infirmière,. 

## Carrière
À partir de 1927, Baird suit une formation d'infirmière au Royal Victoria Hospital, se qualifiant comme infirmière autorisée. Elle suit ensuite une formation de sage-femme à l'hôpital Rotunda de Dublin, travaillant sans rémunération. Son premier poste rémunéré est celui d'infirmière privée Belfast au domicile de Sir William Whitla, handicapé par un accident vasculaire cérébral en 1929. Baird prend un poste au service de santé publique de Belfast en 1931 et devient l'une des premières visiteuses de santé nommés après l'adoption du Local Government Act 1929 en Irlande du Nord. Elle fournit des soins aux enfants et à la maternité dans la communauté, en organisant des clubs pour les jeunes mères et leurs enfants soutenus par la Belfast Corporation où les participants ont besoin de nourriture. 
Baird rejoint le service infirmier de l'armée territoriale en tant qu'étudiante infirmière et est appelée à rejoindre le service de soins infirmiers militaires impériaux de la reine Alexandra en 1941. Pendant longtemps, elle est sœur à l'hôpital de Bangor, soignée par du personnel militaire local, mais lors des préparatifs du débarquement, elle est envoyée dans le sud de l'Angleterre au début de 1944. Baird fut l'une des premières infirmières à débarquer en France dans le port temporaire de Mulberry à Arromanches, restant avec l'armée alors qu'elle progresse vers l'Allemagne soignant des blessés dans des hôpitaux de campagne. Plus tard, Baird n'a jamais reparlé de ses expériences en temps de guerre, mais le maréchal Bernard Montgomery la cite pour son « dévouement exceptionnel au devoir dans le nord-ouest de l'Europe » et elle reçoit la France and Germany Star,. 
En 1946, Baird retourne à Belfast pour travailler dans le service de santé publique de la Belfast Corporation en tant que chef de tous les services infirmiers communautaires, y compris les sages-femmes à domicile, les visiteurs de santé et les infirmières du district de Queen's. Elle est impliquée dans les changements massifs survenus lors de la création du National Health Service (NHS) en 1948. Ayant été employée par Belfast Corporation et non par le nouveau NHS, Baird est éligible pour être nommée au conseil d'administration de la Northern Ireland Hospitals Authority où elle représente la profession infirmière au conseil jusqu'en 1964. Elle est également présidente de la branche d'Irlande du Nord du Royal College of Nursing de 1959 à 1961 et de nouveau brièvement en 1963, ainsi que de nombreux organismes publics liés aux questions sociales et de santé publique. Parmi d'autres rôles, Baird sert aussi au comité de pension de retraite du gouvernement local et aux tribunaux du ministère du Travail. Elle est également active dans l'organisme de bienfaisance The Royal British Legion. Dans le nord de Belfast, elle participe à la fondation et à l'administration d'un foyer pour infirmières à la retraite. Baird prend sa retraite en 1970, mais reste active dans des groupes bénévoles et dans la vie publique. En 1964, elle devient membre de l'Ordre de l'Empire britannique (MBE),. 

## Fin de vie
Baird est membre à vie de la Ligue des infirmières et infirmiers de la RVH. En 2000, son portrait est présenté dans le cadre d'une série de photographies représentant les étapes de la vie humaine par l'artiste Avril Wilson. 
Elle meurt le 25 juin 2009 dans une maison de retraite à Belfast, à l'âge de 102 ans,. 